# Plasmatica sternitis
Plasmatica sternitis är en fjärilsart som beskrevs av Edward Meyrick 1914. Plasmatica sternitis ingår i släktet Plasmatica och familjen praktmalar, Oecophoridae. Inga underarter finns listade i Catalogue of Life.